# 民雄鬼屋
劉家古厝，又稱民雄鬼屋，是位於臺灣嘉義縣民雄鄉興中村的台洋折衷主義民宅，當地劉姓望族在1929年所建，戰後搬離後年久失修、荒煙蔓草，引起靈異傳說，成為當地觀光景點。

## 歷史

### 建築由來
日治時期的民雄有三位富豪，地方上稱為「三大舍」：第一舍何立為是民雄鄉第一任鄉長，人稱「阿立仔舍」；第二舍陳實華，為民雄五穀王廟主委，人稱「阿賊仔舍」；第三舍劉容如，地方稱「劉員外」。劉容如為當地士紳劉玉崗的曾孫，在斗南、大埤，南到水上、太保都有不少土地
1929年，劉容如見陳實華在豐收村興建一座豪華的辰野式裝飾風格的洋房，在比富的心裡下，斥資在義橋（今興中村）蓋了一座洋房一別苗頭。劉家後代表示，在此建劉家古樓的原因有風水考量，地理師獻言該庄住處是龍喉，臺灣縱貫鐵路會破壞風水，必須興築一高樓背靠小丘，西望牛稠溪，方能穩住龍脈風水。
此洋樓含庭院總占地1,200坪，庭院有噴泉水池、樓台亭榭，建物雕欄砌玉，為三棟相連的三層樓房，三棟各有三間房，間間有落地窗，樓頂二龍分雕「以明聖德」、「兄弟和樂」，中棟頂樓一間供奉祖先靈位。
義橋仔劉家於1945年時份，闔家從此屋搬離。劉容如的兒子劉存養也隨著父親搬到民雄鬧區。據劉家說法，是因此宅離民雄鬧區遠，交通不便。

### 軍方誤殺
1949年，國軍軍隊駐紮劉家古樓，該年代，附近的興中國小是國軍來臺灣駐紮據點之一，因兵員眾多，軍人從學校向外溢散到附近廟宇及民家居住。當時民雄鄉間電力建設落後，此洋樓入夜後便漆黑一片。
一次，興中國小員工許江泉在校長室，見到駐紮民雄的營長與校長聊天時，忽然連長進來校長室，報告說一名夜宿劉家洋樓的小兵在半夜看到鬼在窗外飄而不敢睡。營長聽後直斥傳言無稽，叫連長去架設電線和燈泡。隔晚又有疑似鬼影出現，連長情急下拔槍射擊，結果射死一名士兵。
今牆壁留存有多個彈孔。興中國小將許江泉的這篇紀錄收錄在校史裡。劉存養則說是一名半夜上廁所的士兵被誤殺，於此便傳出鬼魅之說。

### 引人夜探

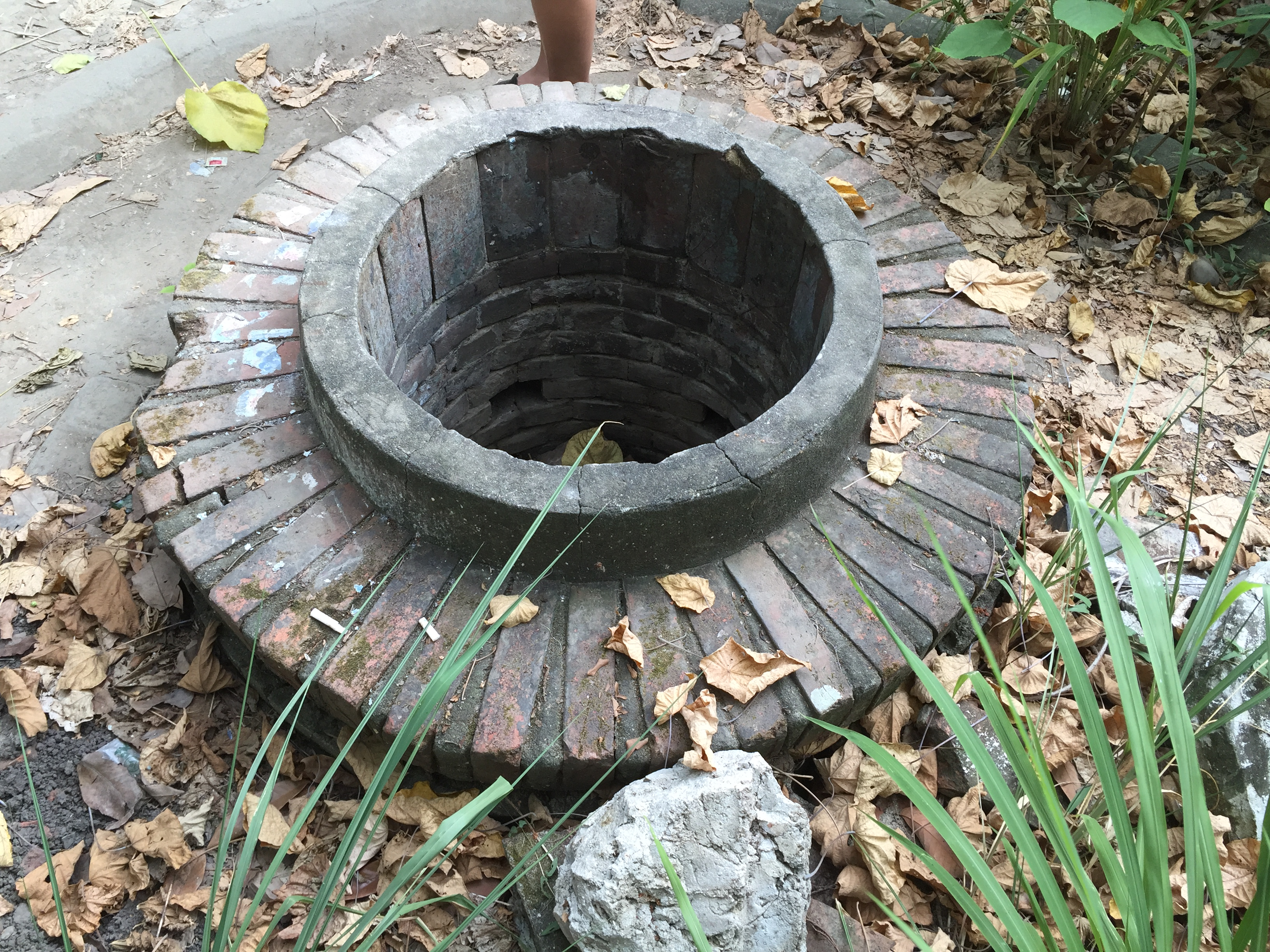
劉家古樓水井

義橋仔劉家為避房屋稅便自行將劉家古樓屋頂、樓層拆除，使得建築在風吹雨淋日曬下，加速斑剝景象。離此地不遠處為台一線雙福山段，東側曾是第二公墓、西側為第廿三公墓，讓半夜駛過的駕駛感到害怕，更加盛傳靈異事件是與此屋有關。如傳說是樓房在施工時，施工者於暗地裡在屋子內埋入符咒，導致屋主入住之後常會聽到莫名其妙的聲音和腳步聲，一家人只好棄此而去，搬到其他地方居住。對於此屋像是日本兵夜宿時無故相射、國軍駐紮士兵突然病死、劉家女傭跳入庭院水井自殺等種種傳說，雖都查不到任何事實根據，依然讓劉存養十分無奈。住於鄰旁的族親劉郁彥表示，這些傳說無影無跡，附近居民多年來正常作息，並沒有感受到生活或者對房地產有什麼負面影響。
此屋被以「民雄鬼屋」之名，與大士爺廟、柳相士被譽為「民雄三寶」。每逢時序進入農曆七月，以民雄鄉所在地的學生居多的民眾，會來此探險。1978年時曾引起某財團的興趣，有意投資改成旅館，後因位置偏僻、風險太大遂放棄。民雄鄉公所曾派員來清理雜草、雜樹，後來遊客抱怨環境整理後，反而無「鬼屋」的感覺。

### 淪為危樓
劉家古樓因樓板、屋頂全部中空，支撐力不足，九二一地震後毀損嚴重，已成危樓，整修經費在2000年代初時估計一千萬元以上。相較陳實華後代將洋房保存得十分完整、風華依舊，還成為電視連續劇《廖添丁傳奇》場景。
2002年春，民雄文教基金會向文建會提出劉家古樓閒置空間再利用的構想，欲結合鄉內國家廣播文物館、民雄酒類文物館等景點，串連成一日遊。基金會董事長賴政友在徵得義橋仔劉家劉雲峰的同意後，計畫重新整理洋樓，種植蓮花並設置露天咖啡座。當爭取到經費準備進行之際，劉家後代其中一房反悔否決，整修計畫中斷。

### 分割出售
2020年夏，劉家古樓建築持有者之一開始分割出售此房地產，包含建物主體的一部分總共三百七十五坪、每坪開價三點六萬元，總價為一千三百五十萬。

## 軼聞

### 焦屍命案
1998年，大林鎮民曾錦茂偕一女子來此屋庭院的樹林搭帳篷居住，該年11月16日他忽至嘉義師院圍牆旁自焚死亡。次年1月6日，女子在民雄農工斜對面一處廢棄工廠找到，已成焦屍，旁還有冥紙。

### 神棍騙色
2016年5月，一名自稱茅山道士的四旬林姓男子，騙一名女大學生說民雄鬼屋傳說的自盡婢女與她生辰八字符合，指將被女鬼纏身，全家喪命，要她盡快與男友分手。女大學生先被誘去正統鹿耳門聖母廟參拜，再被迫於汽車旅館一起洗澡、同床裸睡、服用停經藥等。2018年，高雄地院依強制性交未遂及強制猥褻判林男四年六月。

## 大眾文化

### 節目採訪
日本人曾來此製作節目，一名日本婦人說第三個窗口有位白衣女人站著向外觀望。嘉義市警友基金會許錦棟回憶，他當時曾受託帶日本通靈人士到此，親眼目睹攀爬古厝牆壁上的樹根起火。但作家蕭風懷疑這是電視公司為了討好觀眾所製作出來的特殊效果，並質疑通靈人所指稱的鬼，在場的其餘人誰也沒看見。
1991年，《華視新聞雜誌》也來採訪，負責華視記者陳永光表示，聽說凡是進去借宿的過路人，第二天醒來會發現自己睡在外頭。
1994年，臺灣靈異節目《接觸第六感》來拍攝鬼月專題，並作超渡儀式。

### 改編戲劇
華視於1973年7月25日將相關傳說拍成電視劇《打貓員外》播放，演員有石英、馬如龍、劉秀斐、江霞、金玫等。1980年8月7日，華視閩南語單元劇集《寶島奇案》又將此故事播放。建築門壁還被寫上「打貓員外名聲廣，留名萬世似水長」。
以拍恐怖片起家的姚鳳磐，依照自己興趣拍了部文藝片《家變》，結果票房慘敗。妻子劉冠倫鬧家變，逼丈夫重回鬼片路線。姚鳳磐只好以這傳說為題材，於1981年拍出《鬼屋禁地》。由於飾演女鬼的王釧如已退出影壇，只好再組新班底由龍君兒、秦風、方正、梁修身、王寶玉擔綱。劇情是龍君兒在戲中為鬼魂所祟，飛斧劈臉，全身血淋淋帶哭行走，走回美豔帶恐怖加血腥的風格。姚鳳磐為了沖淡觀眾心理壓力，由方正扮演甘草人物，演成被鬼魅嚇著成禿子的二楞子，表現寶裡寶氣的糗態。
2022年7月29日在臺灣上映的同名電影《民雄鬼屋》，由楊謹華飾演女主角。

### 遊戲場景
遊戲製作人林岳漢，一次教書下課後到民雄買午餐，見到劉家古樓，冒出可改為遊戲的想法，於是將場景納入自己開發的遊戲《打鬼Pa Gui》，於Steam推出。內容是主角林火旺，無意間知道自己是二二八事件清鄉受難者後代後，踏上一段降妖伏魔的尋親旅程，必須於民雄鬼屋、台南杏林醫院、瑞芳台金戲院對戰各路鬼神，以解開主角身後的歷史謎團。

## 外部連結
- 劉家古樓 - 嘉義縣文化觀光局
- 劉家古樓﹙民雄鬼屋﹚ - 嘉義縣民雄鄉公所 （页面存档备份，存于）